# 特拉华州
特拉华州（英語：State of Delaware），為美國的一州，該州於1787年12月7日加入美國聯邦，是最早加入的州，所以又有「第一州」這個稱呼。「第一州」這個稱呼來自特拉华州是第一個複決通過目前美國憲法，並加入現今美國聯邦體系的州。该州與位於其東方的特拉华湾一樣均以特拉华伯爵托马斯·威斯特之爵位命名。特拉华州是美國第二小的州（僅略大於羅德島州），也是仅有的两个小於一萬平方公里的州。

## 歷史

### 印第安人时期
特拉华（又称Lenni-Lenape）部落和Susquehanna部落是现在特拉华州的地区的原始居民。

### 殖民地时期
英国、荷兰、瑞典和芬兰的殖民者曾经在特拉华开发。基于1497年喬瓦尼·卡博托的探险和英国在北美第一个永久殖民地的建立者約翰·史密斯的探险，英国声称拥有特拉华河流域的所有权。当时特拉华属于維珍尼亞殖民地的一部分。
荷兰人是第一批在中部地区现今特拉华州定居的欧洲人，他们于1631年在刘易斯遗址附近的兹瓦南代尔 (Zwaanendael)建立了贸易站，但随后在同原住民的冲突中被消灭。
1632年马里兰省建立，其领域包含现特拉华地区。马里兰省领主卡爾弗特家族声明要求在特拉华的荷兰人离开，但是没有采取行动。
1638年一些瑞典人，芬兰人和荷兰人在荷兰人Peter Minuit的带领下在现威明顿附近建立了殖民地。
1651年荷兰人在彼得·斯泰弗森特的带领下在现纽卡斯尔建立了城堡。
1655年荷兰人占领了原瑞典殖民地，将其并入了“新荷兰”。
1664年后成为英国国王詹姆斯二世的约克公爵将荷兰人赶走。但根据马里兰省的划界文件，现特拉华所在地应属于马里兰领主卡爾弗特家族。
1682年，为了同卡爾弗特家族争夺对特拉华的控制权，约克公爵将特拉华殖民地租给了宾夕法尼亚省领主威廉·佩恩。同年，特拉华所辖县同宾西法尼亚所辖县开始享有同等权利。威廉·佩恩所组织的省议会开始在费城和纽卡斯尔两地轮流举行。
1704年，宾西法尼亚和特拉华开始分別擁有各自的议会。
1750年，特拉华和宾夕法尼亚以及马里兰之间的界限划定（梅森-迪克森線），结束了卡爾弗特家族和佩恩家族长达百年的诉讼。但特拉华同马里兰之间的界限最终到1921年才完全划定。

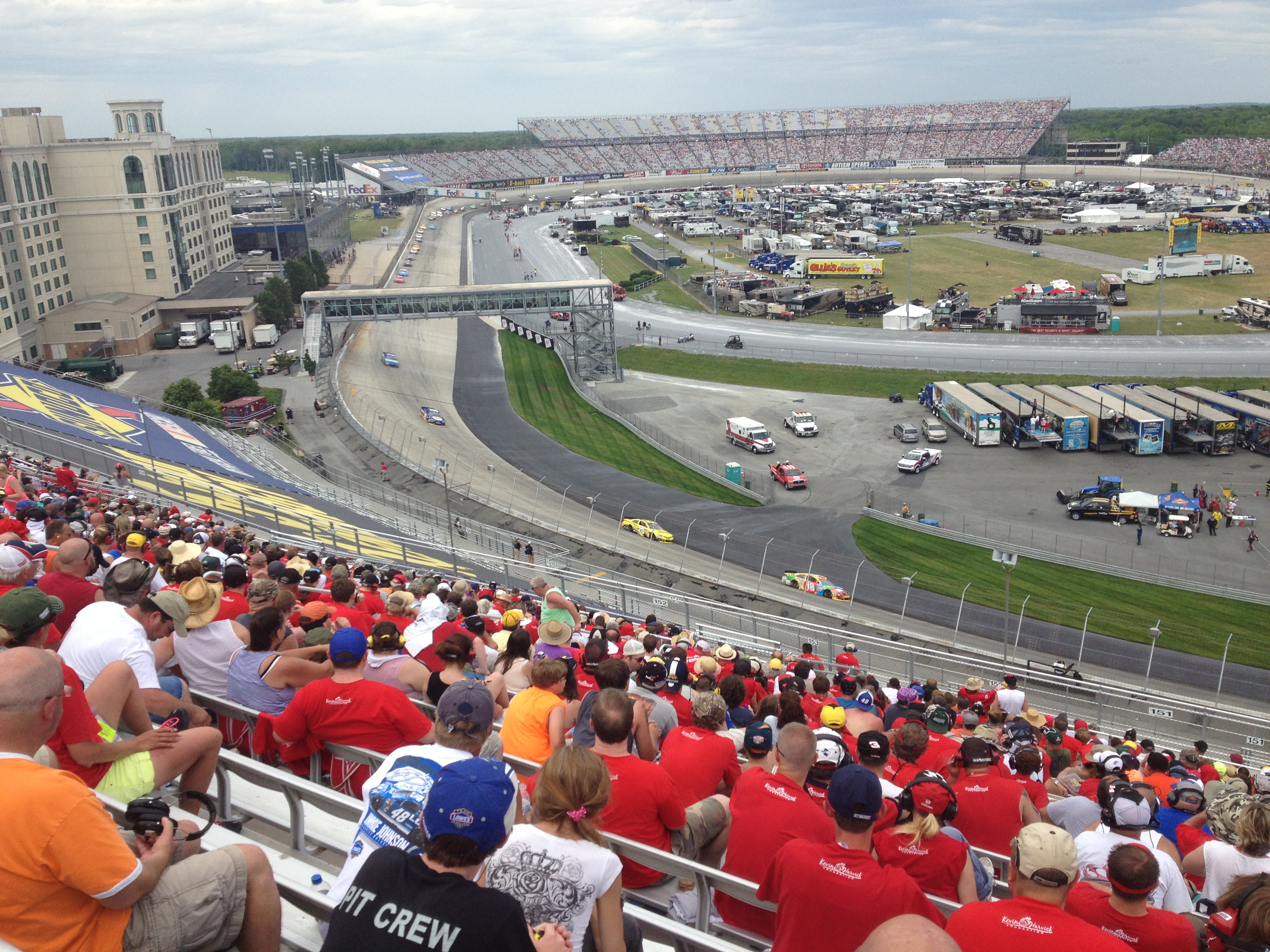
那斯卡賽車場
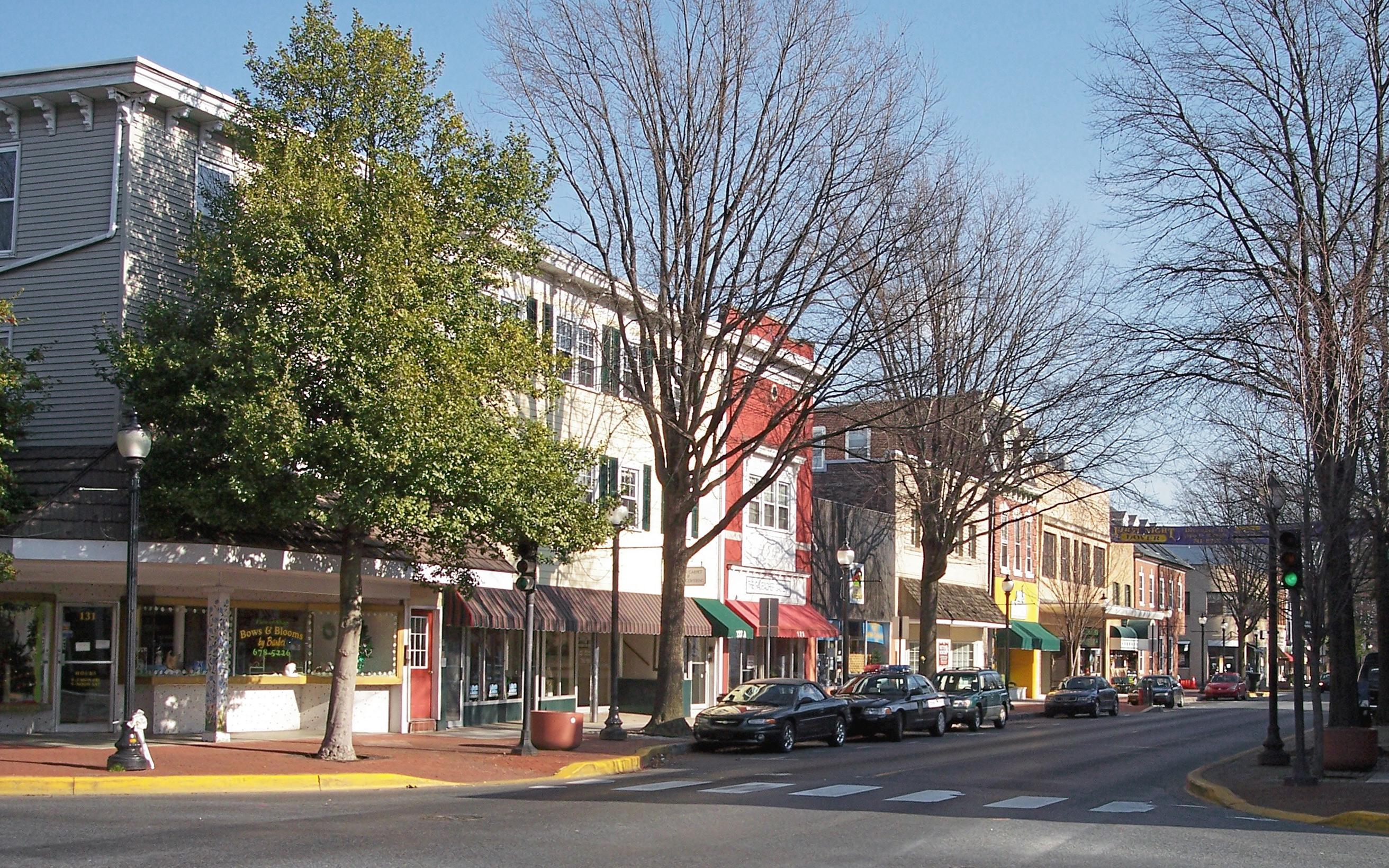
多佛
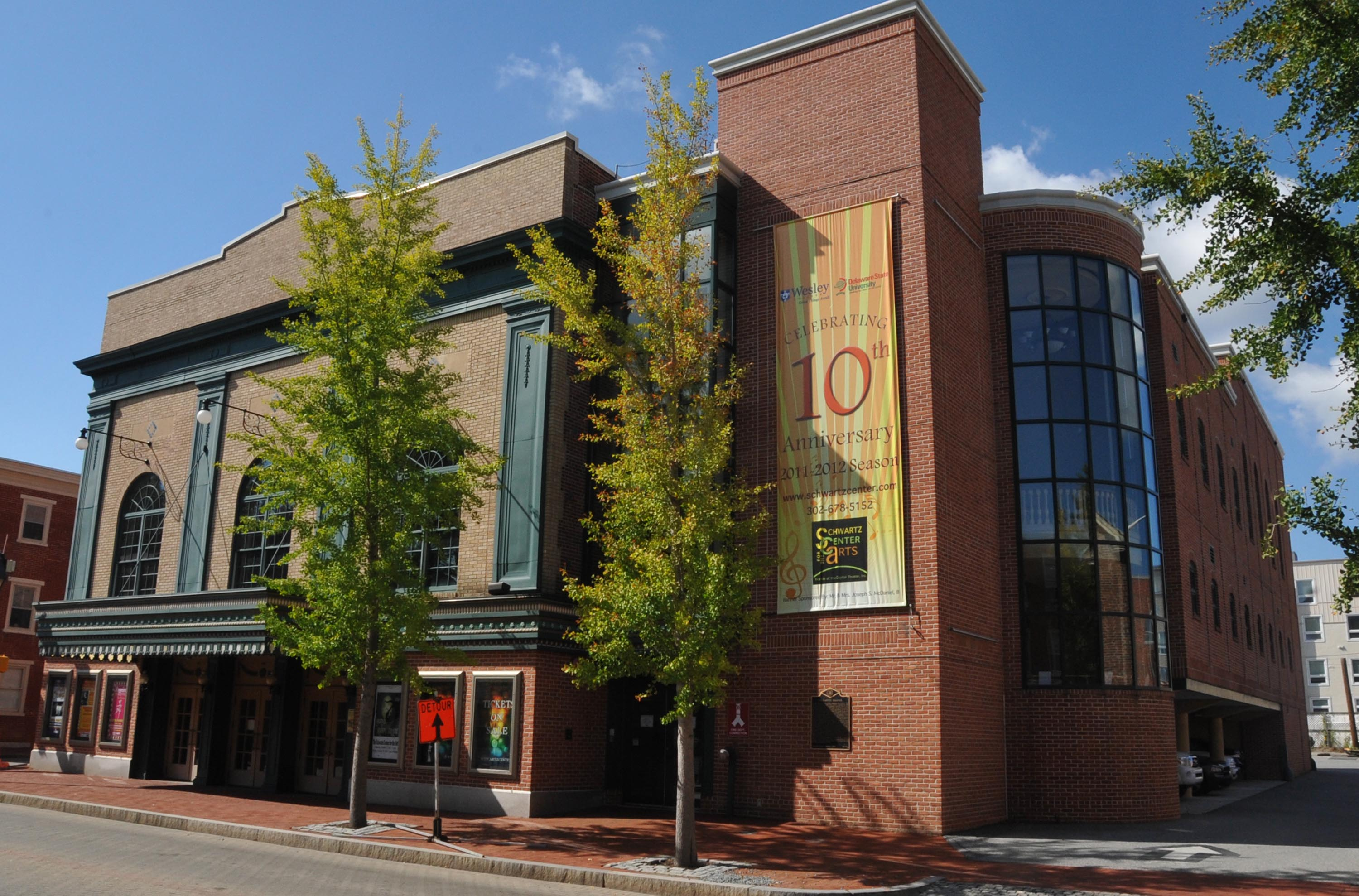
國會戲院
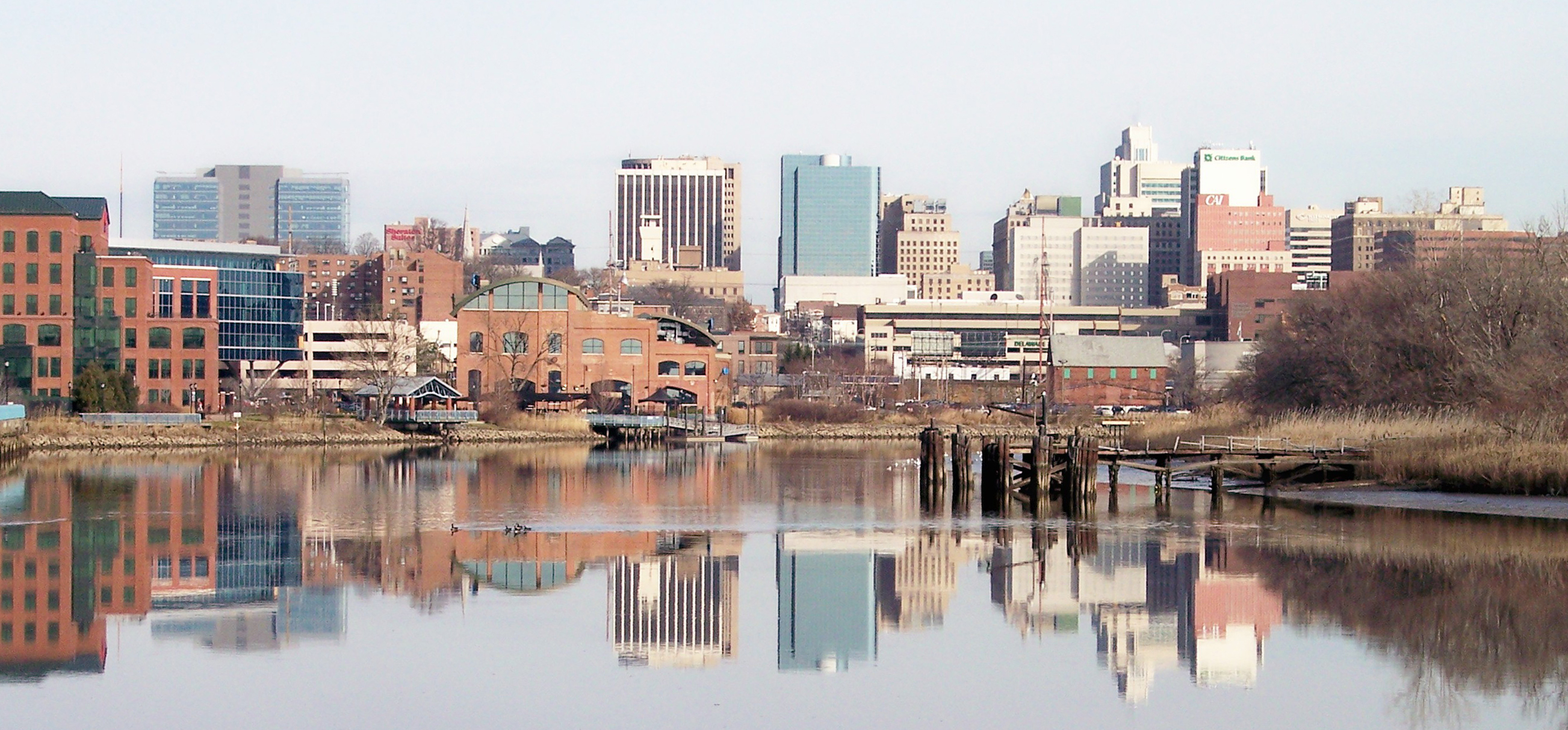
威明頓
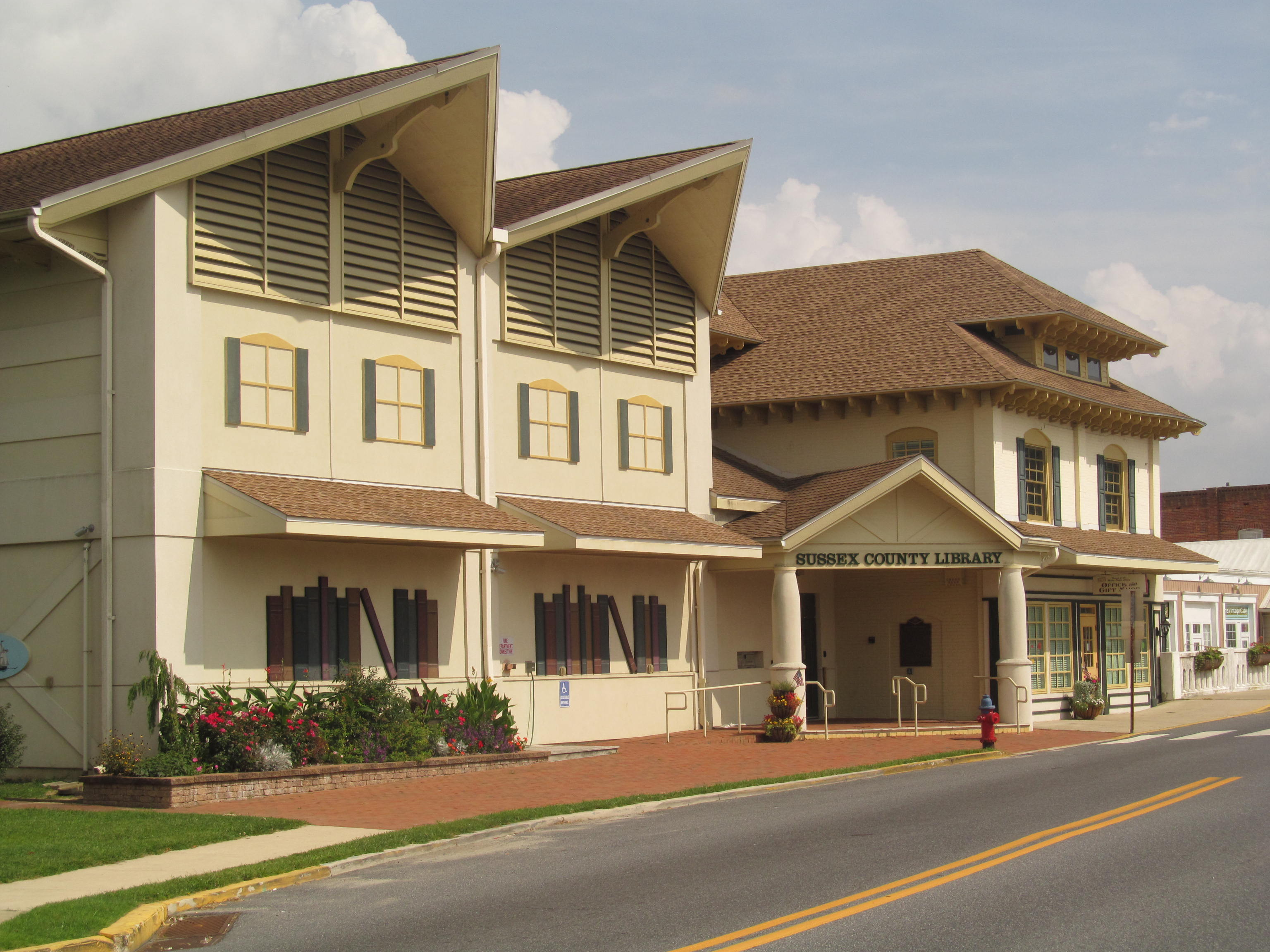
Milton圖書館

## 人口

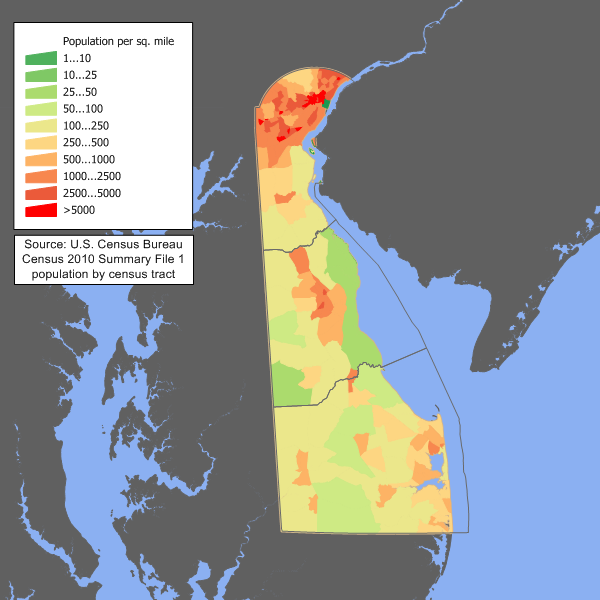
特拉华州人口密度地图

特拉华州是人口第六稠密的州，人口密度为每平方英里442.6人，比全国平均水平高出每平方英里356.4人，人口排名第45位。截至2010年人口普查，特拉华州是美国五个州（缅因州、佛蒙特州、西弗吉尼亚州、怀俄明州）中没有人口超过10万的城市的州之一。特拉华州的人口中心位于纽卡斯尔县的汤森镇。
| 种族                             | 1990  | 2000  | 2010  |
| -------------------------------- | ----- | ----- | ----- |
| 美国白人                         | 80.3% | 74.6% | 68.9% |
| 非裔美国人                       | 16.9% | 19.2% | 21.4% |
| 亚裔美国人                       | 1.4%  | 2.1%  | 3.2%  |
| 美洲原住民                       | 0.3%  | 0.4%  | 0.5%  |
| 夏威夷原住民和其他太平洋岛原住民 | –     | –     | –     |
| 其他种族                         | 1.1%  | 2.0%  | 3.4%  |
| 两个或更多种族身份               | –     | 1.7%  | 2.7%  |

2022 年美国社区调查估计，该州的种族和民族构成为 60.6% 非西班牙裔白人、23.6% 黑人或非裔美国人、0.7% 美洲印第安人或阿拉斯加原住民、4.2% 亚洲人、0.1% 太平洋岛民、2.9% 多种族、 10.1% 为任何种族的西班牙裔或拉丁美洲裔。
| 调查年            | 人口      | 备注 | %±    |
| ----------------- | --------- | ---- | ----- |
| 1790              | 59,096    |      | —     |
| 1800              | 64,273    |      | 8.8%  |
| 1810              | 72,674    |      | 13.1% |
| 1820              | 72,749    |      | 0.1%  |
| 1830              | 76,748    |      | 5.5%  |
| 1840              | 78,085    |      | 1.7%  |
| 1850              | 91,532    |      | 17.2% |
| 1860              | 112,216   |      | 22.6% |
| 1870              | 125,015   |      | 11.4% |
| 1880              | 146,608   |      | 17.3% |
| 1890              | 168,493   |      | 14.9% |
| 1900              | 184,735   |      | 9.6%  |
| 1910              | 202,322   |      | 9.5%  |
| 1920              | 223,003   |      | 10.2% |
| 1930              | 238,380   |      | 6.9%  |
| 1940              | 266,505   |      | 11.8% |
| 1950              | 318,085   |      | 19.4% |
| 1960              | 446,292   |      | 40.3% |
| 1970              | 548,104   |      | 22.8% |
| 1980              | 594,338   |      | 8.4%  |
| 1990              | 666,168   |      | 12.1% |
| 2000              | 783,600   |      | 17.6% |
| 2010              | 897,934   |      | 14.6% |
| 2020              | 989,948   |      | 10.2% |
| 2022年估计        | 1,018,396 |      | 2.9%  |
| Source: 1910–2020 |           |      |       |

2010年人口普查，特拉华州有897,934人。其中
- 65.3%是白人
- 21.4%是非裔美國人
- 3.6%西班牙裔美國人
- 3.2%是亞裔美國人
- 0.5%是印地安原住民
- 2.7%混合的種族

美国2014年人口估算显示，特拉华州人口达到935,614人。
在特拉华州的居民血統中，非裔美國人（21.4%）最多，其次是愛爾蘭人（16.6%）、德國人（14.3%）、英國人（12.1%）、義大利人（9.3%）。
基督新教是特拉华州最大宗教。下列是特拉华州的人口信仰比例：
- 46%新教徒
- 23%無信仰者
- 22%羅馬天主教徒
- 3%猶太教徒
- 2%印度教徒
- 2%回教徒
- 2%東正教徒
- 2%其他宗教信徒

其中以衛理公會派（20%）最多、其次為浸禮會（19%）、接著是路德會、五旬節派、長老教會還有美國聖公會和其他新教（加起來約為18%）。

## 行政区划
德拉瓦州只有三個郡：紐卡斯爾郡、肯特郡以及蘇塞克斯郡，為美國五十州中郡份最少的州。

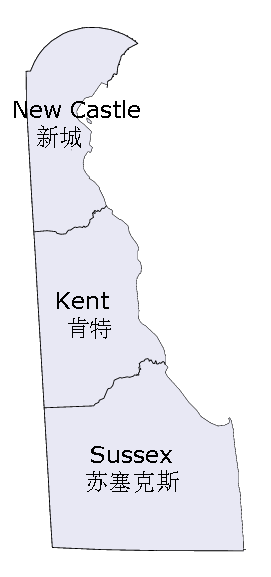

## 重要城鎮

### 都会区
| 排名 | 都会区名稱                | 人口（2019年估计） | 人口（2010年普查） |
| ---- | ------------------------- | ------------------ | ------------------ |
| 1    | 威尔明顿 MD (州内部分)    | 558,753            | 538,479            |
| 2    | 索尔兹伯里 MSA (州内部分) | 234,225            | 197,145            |
| 3    | 多佛 MSA                  | 180,786            | 162,310            |

## 教育

### 學院和大學
詳見德拉瓦州學院和大學列表

## 體育

### 棒球
- 小聯盟
  - 威明頓藍岩（Wilmington Blue Rocks，高階1A級卡羅萊納聯盟，母隊：波士頓紅襪）

### 籃球
- NBA G聯盟
  - 德拉瓦87人

## 交通

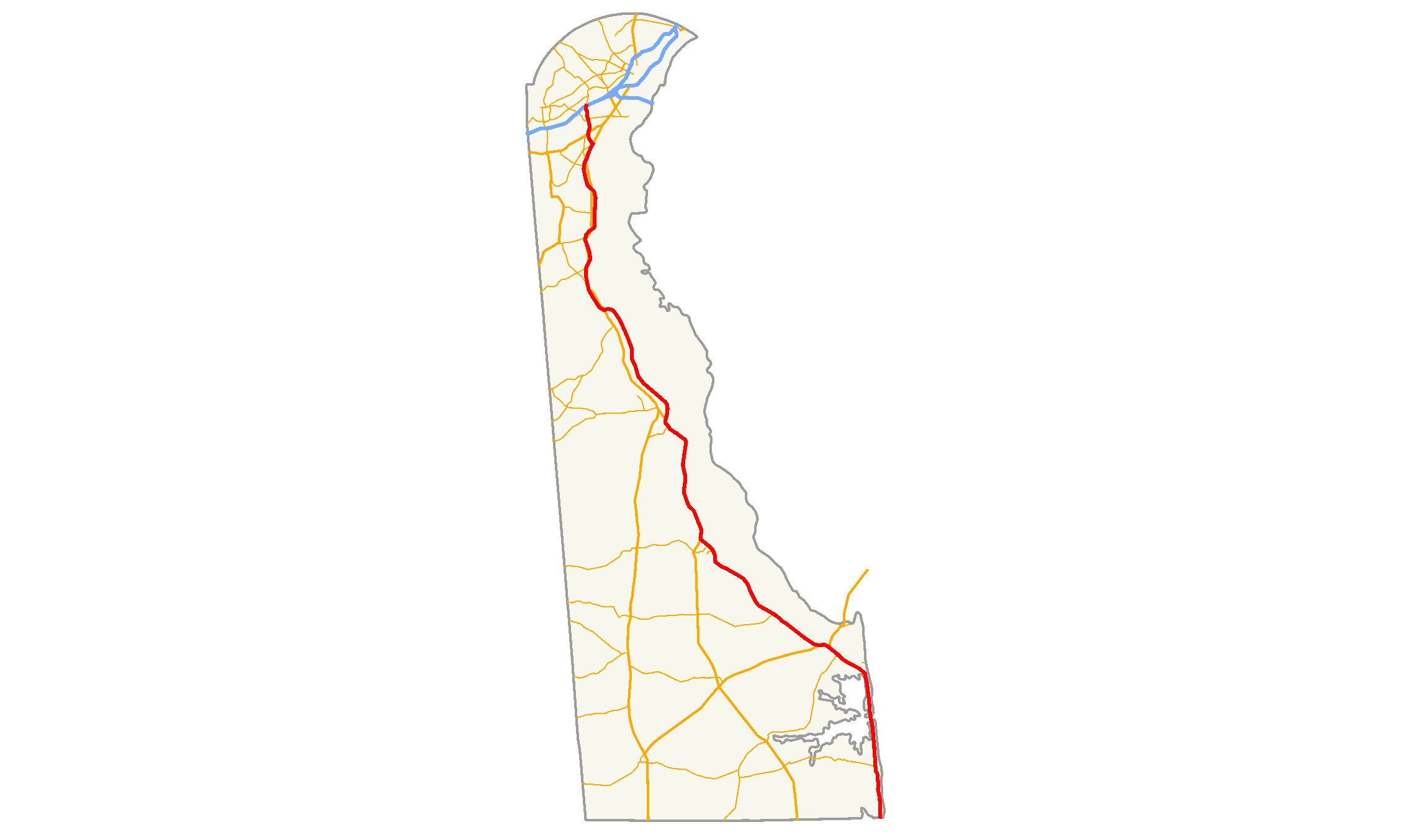
1號特拉華州州道路線圖

### 重要高速公路
- 95號州際公路
- 1號特拉華州州道（英语：Delaware Route 1），全長103.02英里（165.79公里），公路於1970年代建成。部份路段設置收費站，平日全段收費2美元，週末全段收費4美元。

## 外部連結
- 州政府網站 （页面存档备份，存于）